# 鄞县杨氏
鄞县杨氏，又称镜川杨氏，是明朝科举仕宦最为显赫的家族之一。出自浙江布政使司宁波府鄞县。

## 家族

### 核心家族
- 杨自惩
  - 长子 杨守陈（1425年－1489年）：解元；景泰二年（1451年）辛未科进士。仕至吏部右侍郎。卒谥文懿，赠礼部尚书。
    - 杨茂元（1450年－1516年）：成化十一年（1475年）乙未科进士。历云南左布政使，右副都御史巡抚贵州，南京都察院都御史，终刑部右侍郎。
    - 杨茂仁（1460年－1509年）：成化二十三年（1487年）丁未科进士。四川按察使。

  - 次子 杨守址（1436年－1512年）：解元；成化十四年（1478年）登戊戌科榜眼。仕至吏部尚书。
  - 三子 杨守随（1435年－1519年）：成化二年（1466年）丙戌科进士。仕至工部尚书，赠太子少保，谥康简。
  - 四子 杨守隅（1447年－1525年）：成化二十年（1484年）甲辰科进士。仕至广西布政司右布政使。
    - 孙杨德政，万历五年（1577年）进士，福建按察使。

### 通婚家族
与陆氏、李氏通婚：
- 杨守阯长女杨茂英嫁陆偁（1457年－1540年）。陆偁是陆瑜从孙，陆瑜为宣德八年（1433年）癸丑科进士，终刑部尚书，卒谥康僖。
  - 长子 陆钶（1488年－1554年 ）：正德九年（1514年）甲戌科进士。副都御史。
  - 次子 陆铨（1492年－1543 年）：嘉靖二年（1523年）癸未科进士。广东布政使。
  - 三子 陆釴（1495年－1534年）：解元；正德十六年（1521年）辛巳科榜眼。山东按察副使。
- 杨守阯二女婿为李堂（1462年－1524年）：成化二十三年（1487年）丁未科进士。工部侍郎，总理河道。
  - 李麟，弘治六年进士，贵州布政使，李堂堂兄。
    -       - 李康先（1575年－1641年），万历三十五年进士，官至礼部尚书，李堂孙。

### 明末抗清
- 杨美益，嘉靖二十六年进士，太仆少卿。
  - 杨承鲲，杨美益子，生员，明朝晚期著名诗人。
  - 杨承龙，杨美益子，山西泽州通判。
    - 杨德迈，杨承龙子，杨秉鼐父，生员。
      - 杨秉鼐，杨德迈子，杨承龙孙，监纪推官。有七子，率四子抗清，合成“甬上杨氏四忠”。
        - 杨文琦，明末抗清志士，监纪推官，监国鲁王追赠兵科都给事中。
        - 杨文琮，明末抗清志士，兵部职方司郎中。
        - 杨文瓒，明末抗清志士，贵州道监察御史，监国鲁王追赠右佥都御史，乾隆时追谥烈愍。
        - 杨文球，明末抗清志士，都督府都事。

### 清至民国
- 明季鄞县杨氏女，适绕湖桥徐锺麟(原配)[1]。徐氏北迁京师，再迁津门，肇基寿岂堂徐氏。五世(外孙)徐炘，历仕乾嘉道三朝，官至光禄寺卿。十世(外孙)有徐世昌，清季宣统朝官至體仁閣大學士、太保、东三省总督，入民国任大总统。

## 相似家族
- 余姚孙氏：明朝三代得谥的家族，三代三品九卿，明朝海内仅此一家。
- 余姚王氏：即王守仁家族，明朝出状元，以文臣封伯侯、以武功谥文成的世袭家族。